# Ángel López "Cintero"
Ángel López Martínez «Cintero» (6 de marzo de 1936, Zaragoza) es un escalador español, aperturista del Puro y la Serón-Millán en los Mallos de Riglos.

## Biografía
En 1946 ingresa en la centuria Montolar del Frente de Juventudes, único medio por aquel entonces para poder salir a hacer montaña. En 1951 aprende las primeras técnicas de escalada y poco después conoce a los que serían sus compañeros de cordada Alberto Rabadá, Manuel Bescós y Rafael Montaner entre otros.

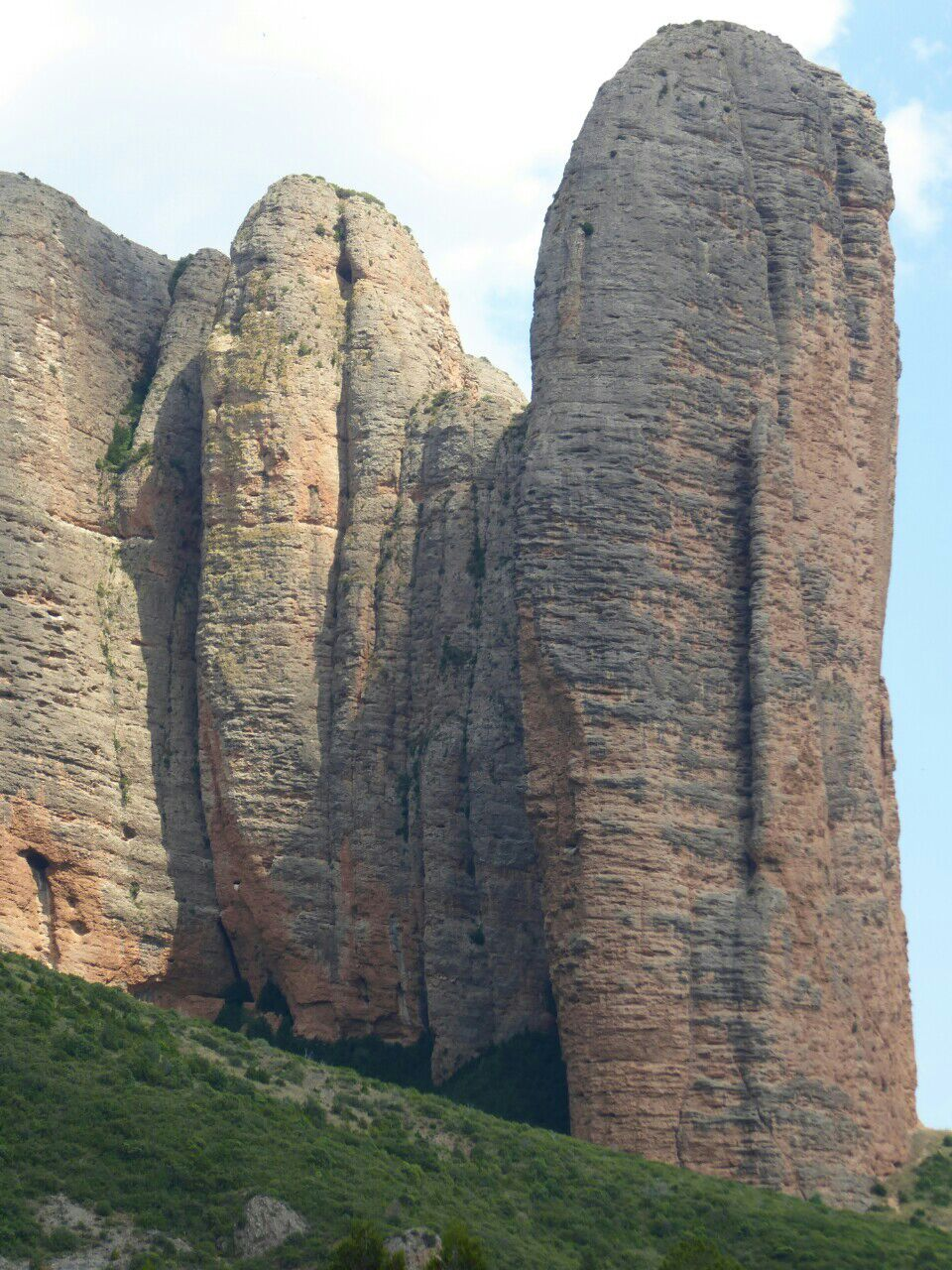
Mallos de Riglos

En el año 1953 y con 17 años logra junto con Alberto Rabadá y Manuel Bescós la primera repetición de la Peña Sola de Agüero, considerada una gran gesta en ese momento ya que su cima no había vuelto a ser hollada desde que fue escalada por primera vez en 1946. Tres meses después consigue con la misma cordada la primera ascensión al Puro de Riglos, adelantándose por unos pocos días a la cordada del eminente escalador Jordi Panyella. Aquella escalada supuso un verdadero hito en la historia de la montaña en España.
En 1954 ingresa en Montañeros de Aragón. Durante aquellos años logra también realizar aperturas en diversos lugares como los Mallos de Riglos, la Peña del Moro en Mezalocha, Ricla o la Foz de Salinas, además de las primeras repeticiones al Espolón Clos a la Brecha de Roldán, al Puro de Vadiello o el Huevo de San Cosme.
En 1957 logra junto a Alberto Rabadá, Rafael Montaner y Juan José Díaz otra de sus ascensiones más remarcables, la primera ruta directa a la cara oeste del mallo Pisón en los Mallos de Riglos por la vía que bautizaron como Serón-Millán, calificada tras su apertura como "extremadamente larga y difícil".
Tras su primer matrimonio y el nacimiento de sus hijos deja la élite de la escalada, aunque todavía sigue como escalador en activo en la actualidad.

## Premios y reconocimientos
Entre los premios recibidos a lo largo de toda su trayectoria destacan la Insignia de Oro y Socio Honor que Montañeros de Aragón le otorgó en 2003 y el Premio Máster Deporte para toda la vida del Gobierno de Aragón. En 2024, recibió el Premio Honorífico del Pirineos Mountain Film Festival. Además es miembro de honor del Grupo de Alta Montaña Español y miembro del Grupo Pirenaico de Alta Montaña de Francia.